# Сан-Хавьер (Сан-Хавьер)
Сан-Хавьер (исп. San Javier) — город и муниципалитет в департаменте Сан-Хавьер провинции Санта-Фе (Аргентина), административный центр департамента.

## История
На этих землях изначально жили индейцы. С приходом испанцев здесь была организована христианская миссия, и индейцы стали жить в редукции. Это положение сохранилось и после обретения Аргентиной независимости от Испании.
В 1866 году губернатор провинции Санта-Фе издал закон, превращающий христианскую редукцию Сан-Хавьер в Туземную колонию Сан-Хавьер, а её обитателей — в обычных поселенцев, с образованием стандартного населённого пункта. Отец Эрмет Констанци — известный защитник индейцев — смог настоять на том, чтобы местные индейцы действительно получили землю в собственность.
По мере роста населённого пункта трения между аборигенами и пришлыми нарастали, и в 1904 году произошёл кровавый инцидент, в ходе которого многие индейцы были убиты, а оставшиеся — изгнаны.
В 1913 году в Сан-Хавьер пришла железная дорога. В 1979 году Сан-Хавьер получил статус города.